# Gmina Velika Trnovitica
Velika Trnovitica – gmina w Chorwacji, w żupanii bielowarsko-bilogorskiej.

## Miejscowości i liczba mieszkańców (2011)
- Gornja Ploščica - 39
- Gornja Trnovitica - 56
- Mala Mlinska - 81
- Mala Trnovitica - 58
- Mlinski Vinogradi - 31
- Nova Ploščica - 345
- Velika Mlinska - 129
- Velika Trnovitica - 631